# The Cardigans
Pour les articles homonymes, voir Cardigan (homonymie).
The Cardigans est un groupe suédois de rock, originaire de Jönköping.
Chaque album du groupe réussit à attirer l'attention de différentes audiences. Avec leur premier album, Emmerdale (1994), ils parviennent à s'entourer d'un noyau dur de fans dans leur propre pays, et se font remarquer à l'étranger, notamment au Japon. Mais il faut attendre leur deuxième album, Life (1995), pour que fans et critiques du monde entier les remarquent.
Le groupe se fait connaître avec le hit mondial Lovefool, tiré de l'album First Band on the Moon (1996). L'utilisation de cette chanson dans la bande originale du film Roméo + Juliette de Baz Luhrmann assure leur popularité.
Les singles My Favourite Game et Erase/Rewind, tirés de l'album Gran Turismo (1998), confirment cette popularité.

## Biographie

### Débuts (1992–1994)
Peter Svensson et Magnus Sveningsson, tous deux adeptes de heavy metal, forment le groupe en octobre 1992 à Jönköping, en Suède, avec le batteur Bengt Lagerberg, le pianiste Lars-Olof Johansson et la chanteuse Nina Persson. Alors qu'ils partagent le même appartement, The Cardigans enregistrent une démo qui parvient aux oreilles du producteur Tore Johansson. Celui-ci décide alors de les inviter pour une séance d'enregistrement dans un studio de  Malmö.
En 1994 sort Emmerdale, leur premier album, en Suède et au Japon (cet album bénéficiera d'une réédition internationale en 1997). L'album inclut le titre  Rise and Shine qui devient vite un tube sur les radios suédoises (elle est élue meilleure chanson de l'année lors d'un sondage publié dans le magazine Slitz en 1994).

### Succès commercial (1995–2000)
Le groupe passe le reste de l'année 1994 en tournée en Europe et enregistre son nouvel album Life, qui sort dans le monde entier en 1995. Life devient un succès planétaire, se vendant à plus d'un million d'exemplaires et devenant disque de platine au Japon. En 1996, Life sort sous le label Minty Fresh aux États-Unis, mais cette édition est essentiellement une compilation des précédents albums Emmerdale et Life.
Après le succès de l'album Life, The Cardigans signent avec le label Mercury Records qui assure la sortie mondiale de First Band on the Moon en 1996. Lovefool devient un tube à travers le monde, tout particulièrement aux États-Unis et au Japon, où il se voit décerner un album de platine après seulement trois semaines. Gran Turismo, sorti en 1998, aux couleurs plus sombres, est suivi par un long break durant lequel les membres du groupe développent des projets solo. La même année, ils sortent une compilation de faces B peu connues, The Other Side of the Moon, uniquement au Japon, ce qui fait que cet album est plutôt rare en dehors du Japon.
Durant cette pause, Nina Persson sort un album solo, A Camp, et les Cardigans enregistrent un duo avec Tom Jones, Burning Down the House, qui apparaît sur l'album Reload. Peter Svensson travaille au projet Paus avec l'aide de Joakim Berg du groupe Kent, et Magnus Sveningsson enregistre sous le pseudo de Righteous Boy.

### Retour sur le devant et pause (2002–2006)

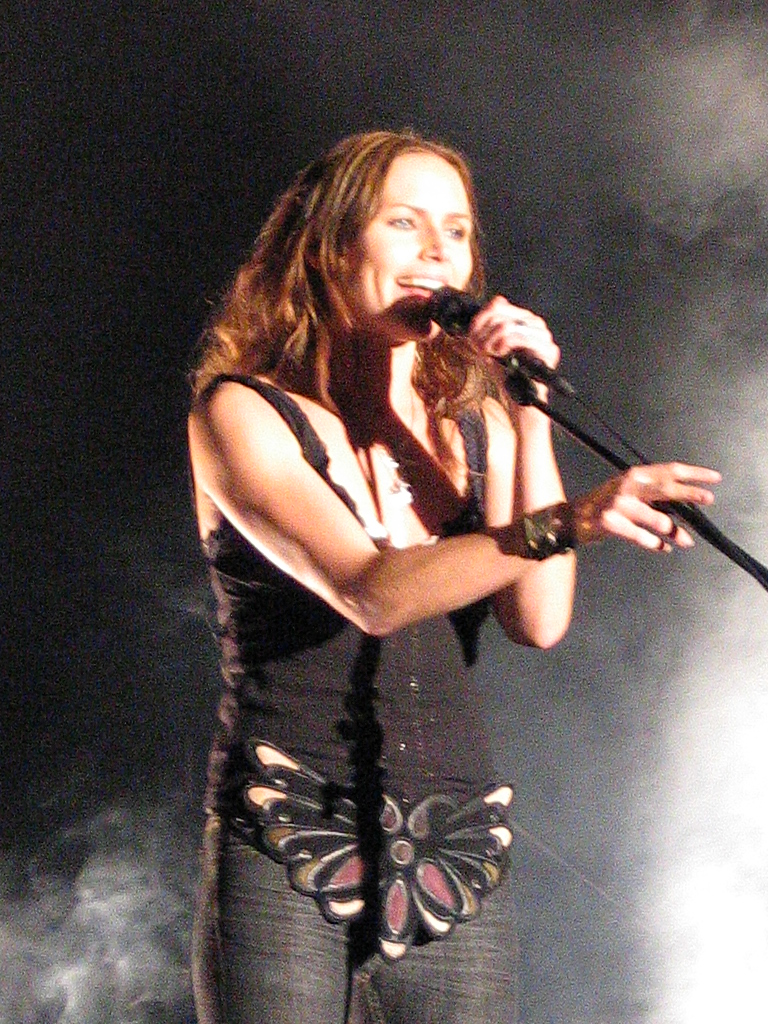
Nina Persson, la chanteuse des Cardigans en 2004.

The Cardigans retournent en studio en 2003 avec Long Gone Before Daylight, un album plus calme et introspectif, se tournant vers une approche plus country de la musique. C'est un album profond dont les Cardigans estiment qu'il est leur meilleur album, car le plus personnel, et cela s'entend (en effet pour cet album les Cardigans n'ont pas fait appel à leur producteur habituel Tore Johanson et n'ont donc pas été influencés par lui). Fait de ballades ou de rock énergique, éclectique, il met en avant la finesse et les qualités de composition du groupe au travers de morceaux tels que Communication, And then You Kissed Me, Couldn't Care Less, For what it worth, et 03.45, No Sleep.
Leur sixième album, Super Extra Gravity, sorti en octobre 2005, est sans doute leur album le plus abouti puisqu'il reprend une bonne part des gimmicks du groupe, et fait évoluer leur musique vers un rock à la fois très personnel et unique né de multiples sources parfaitement assimilées et refondues par Peter Svensson. C'est un album très homogène au niveau du son où le travail de Tore Johanson marque l'idée de ce que doit être le rock. Le passage d'un son clean et plutôt country à cet opus résolument plus noir et plus brut, qui fait participer Bengt Lagerberg à la batterie un peu en retrait dans leur avant-dernier album.
Plusieurs choses impressionnent dans cet album par rapport à Long Gone Before Daylight. C'est, d'une part, l'unité musicale que dégage cet album. The Cardigans semblent avoir retrouvé cet esprit de groupe que le dernier album, après cinq années d'interruptions et de projets solo, n'avait pas totalement réussi à reproduire. Peter Svensson, guitariste et compositeur du groupe, a voulu que chaque morceau ait sa personnalité, mais que ces derniers forment toutefois un ensemble stylistique homogène, et le résultat est à la hauteur de son talent et de celui du groupe. Nina Persson, la chanteuse des Cardigans, s'affirme de plus en plus comme une véritable auteure, et sa très belle voix, dont Peter sait parfaitement se servir, complète ses compositions en leur apportant une plus grande profondeur encore.

### Retour et tournée (2012–2016)
En 2012, The Cardigans reçoivent une offre aguichante du Hultsfred Festival pour jouer l'album Gran Turismo dans son intégralité. Après quelques hésitations, le groupe décide d'accepter cette offre « sachant que ça nous extirperait un peu de notre nouveau train de vie », comme le décrit Persson. Peter Svensson décline l'offre, ne voyant aucune objection à ce que le groupe tourne sans lui. Ils recrutent Oskar Humlebo pour remplacer Svensson, et demandent à leur agent d'autres concerts à jouer. Finalement, ils reviennent jouer à Lund et Copenhague avant de partir en Pologne, en Finlande, en Russie, en Indonésie, à Taïwan et au Japon ; un concert en Israël sera annulé par le promoteur.
Toujours aux côtés de Humlebo comme remplaçant de Svensson, le groupe joue de nouveau en 2013 au Japon, en Chine et en Russie, concerts suivis par d'autres en 2015 qui les emmènent en Corée du Sud, en Europe, en Amérique du Sud. En soutien à son album solo, Animal Heart, Persson suggère que le succès des derniers concerts amèneront peut-être à l'enregistrement d'un futur album des Cardigans. En 2016, le groupe ne joue qu'à Qstock (Oulu, en Finlande) le 29 juillet.

### Activité continue (depuis 2016)
En 2016, le groupe joue à Vaasa et Oulu, en Finlande. En 2017, ils jouent à Stockholm et à Turku, en Finlande.

## Style musical
Le style musical du groupe révèle des influences diverses d'album en album, allant du rock indépendant à la folk en passant par la musique country et la pop des années 1960.

## Membres
- Nina Persson - chant, piano
- Peter Svensson - guitare, chant
- Magnus Sveningsson - basse, chant
- Bengt Lagerberg - batterie
- Lars-Olof « Lasse » Johansson - piano, guitare

## Discographie

### Albums studio
- 1994 - Emmerdale
- 1995 - Life
- 1996 - First Band on the Moon
- 1998 - Gran Turismo
- 2003 - Long Gone Before Daylight
- 2005 - Super Extra Gravity

### Compilations
- 2008 - The Best of the Cardigans
- 2024 - The Rest of the Best - Vol.1 (Compilation de faces B, demos, raretés, versions alternatives période 1994-2006)
- 2024 - The Rest of the Best - Vol.2 (Compilation de faces B, demos, raretés, versions alternatives période 1994-2006)

### Singles
- 1994 : Rise and Shine (uniquement en Suède)
- 1994 : Black Letter Day (uniquement en Suède et au Japon)
- 1994 : Sick and Tired
- 1995 : Carnival
- 1995 : Hey! Get Out of My Way (uniquement en Europe et au Japon)
- 1995 : Rise and Shine (réenregistré et réédité en Suède, au Japon et au Royaume-Uni ; réédité en Europe)
- 1996 : Lovefool
- 1996 : Been It (Europe et Australie) (1997) aux États-Unis)
- 1996 : Your New Cuckoo (Japon) (en 1997 en Europe)
- 1997 : Lovefool
- 1997 : Your New Cuckoo (réédité en Europe et Australie)
- 1998 : My Favourite Game
- 1999 : Erase/Rewind
- 1999 : Hanging Around
- 1999 : Higher (promo)
- 1999 : Junk of the heart
- 2003 : For What It's Worth
- 2003 : You're the Storm
- 2003 : Live and Learn
- 2004 : Communication
- 2005 : I Need Some Fine Wine and You, You Need to be Nicer
- 2006 : Don't Blame Your Daughter (Diamonds)
- 2006 : Godspell